# 갈리아인

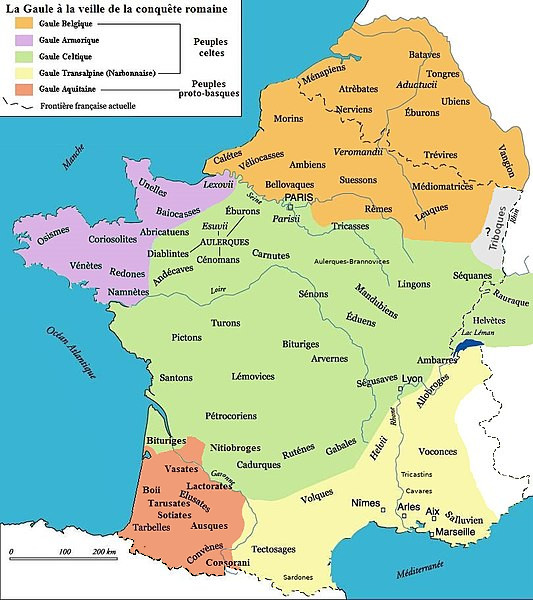

갈리아인(라틴어: Galli 갈리[*], 고대 아일랜드어: Γαλάται 갈라타이, 프랑스어: Gaulois 골루아[golwa][*]) 영어: Gauls)은 철기 시대와 로마 시대(기원전 5세기에서 서기 5세기까지)의 서유럽과 동유럽에 살던 켈트인들을 말한다. 이들의 언어인 갈리아어는 대륙 켈트어군의 주요 뿌리를 형성하였다.
갈리아인들은 알프스산맥 이북 라텐 문화의 전달자 (센강, 미틀라인강과 엘베강 사이의 지역들을 건너 전파)로서 기원전 5세기에 나타났다. 기원전 4세기 무렵에 이들은 론강, 센강, 라인강, 도나우강의 수계를 따라 형성된 무역로를 장악한 덕에 현재 프랑스, 벨기에, 스페인, 포르투갈, 스위스, 남독일, 오스트리아, 체코 공화국, 슬로바키아에 해당하는 넓은 지역으로 퍼져나갔고, 북이탈리아, 발칸반도, 트란실바니아, 갈라티아로 빠르게 확장했다. 갈리아인들은 하나의 지도자나 정부로 통합된 적이 없었고, 갈리아 부족들은 거대한 규모의 군사 작전 시에 그들의 병력들을 통합시킬 수는 있었다. 그들은 기원전 3세기 초가 전성기였다. 제1차 포에니 전쟁 종전 이후 강해지던 로마 공화정은 갈리아인들의 세력권에 점차 압력을 가했고, 기원전 225년 텔라몬 전투는 기원전 50년대 갈리아 전쟁에서 마침내 갈리아인들이 정복될 때까지 두 세기가 넘는 갈리아 세력의 서서히 쇠퇴를 알렸다. 이후로 갈리아는 로마 제국의 속주가 되었고, 갈리아인들은 인종적으로도 문화적으로 거의 라틴족 (로마 정착자들)으로 동화되었고, 1세기가 끝날 무렵에는 자신들의 부족적 정체성을 상실했다.

## 명칭
율리우스 카이사르의 증언에 의하면, 갈리아 켈티카의 갈리아인들은 그들 스스로를 자신들의 언어로 켈타이 (Celtae, 벨가이와 아퀴타니랑은 구분되게), 라틴어로는 갈리이 (Galli)이라 칭했다.